# Martin Brandenburg

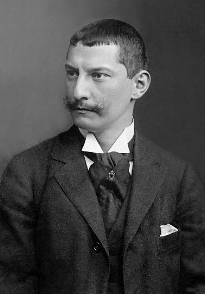
Martin Brandenburg (um 1900). Foto von Wilhelm Fechner

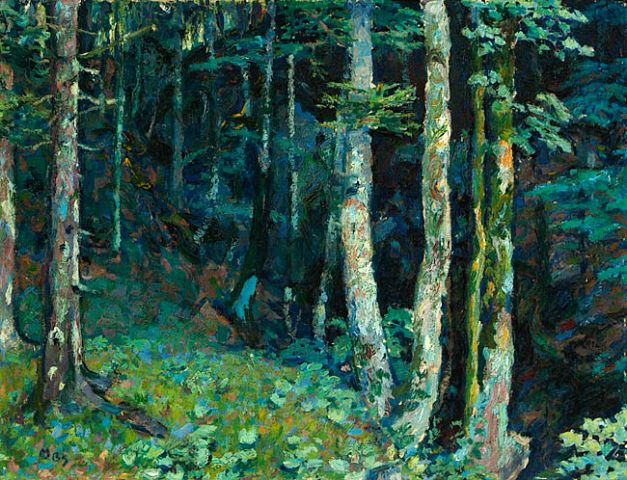
Waldinneres

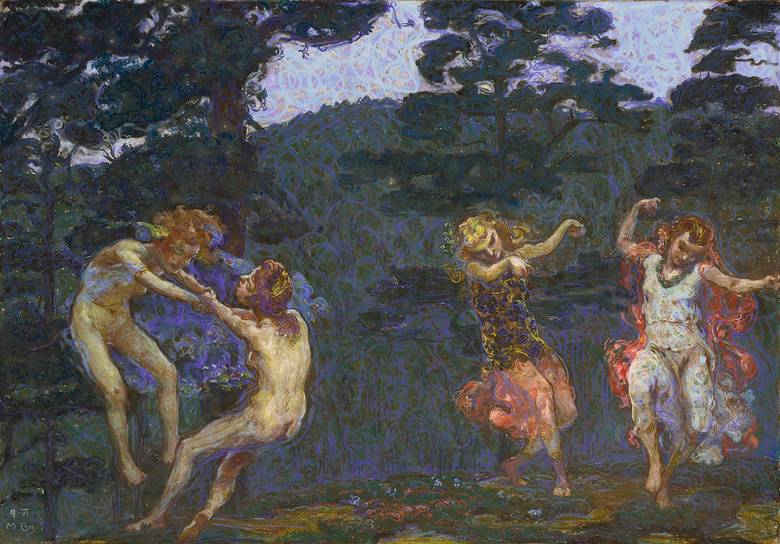
Elfenreigen, um 1906–1909

Martin Brandenburg (* 8. Mai 1870 in Posen, Königreich Preußen, Norddeutscher Bund; † 19. Februar 1919 in Stuttgart) war ein deutscher Maler, Zeichner und Graphiker des Impressionismus und des Symbolismus. Er ist vor allem bekannt für seine phantastischen Gemälde und märchenhaften Landschaften.
Von 1889 bis 1892 studierte er an der Akademie in Berlin, 1894–1895 in Paris. Erste Bekanntheit erlangte er 1895 durch eine Ausstellung im Salon von Fritz Gurlitt in Berlin.
Brandenburg gehörte ab 1897 der Vereinigung der XI und nach 1898 der Berliner Sezession an und war ein enger Freund von Hans Baluschek. Er unterrichtete von 1908 bis 1918 in den  Berliner Studienateliers für Malerei und Plastik (sog. Lewin-Funcke-Schule) und war dort unter anderem Lehrer der Textildesignerin Anni Albers und der Malerinnen Frieda Plew und Irma Stern.
Seine Werke wurden mit denen Max Beckmanns verglichen. Martin Brandenburg war Mitglied im Deutschen Künstlerbund. Auf der ersten gemeinsamen Ausstellung der Münchener Secessionisten mit dem DKB 1904 stellte er das Ölgemälde Waldesschauer aus.
Er lieferte ab 1906 im Auftrag des Kölner Schokoladeproduzenten Ludwig Stollwerck Entwürfe für Stollwerck-Sammelbilder, u. a. für die Stollwerck-Sammelalben No. 9 und 10. Sein Gemälde Spaziergang war 1914 auf der Großen Berliner Kunstausstellung zu sehen.